# Daisy e Violet Hilton
Daisy e Violet Hilton (Brighton, 5 febbraio 1908 – Charlotte, 6 gennaio 1969) sono state due attrici inglesi gemelle siamesi.

## Biografia
Daisy e Violet Hilton nacquero a Brighton, in Inghilterra il 5 febbraio 1908 da una giovane barista nubile, Kate Skinner (1886-1912). All'età di due settimane, le gemelle furono "adottate" da Maria Hilton, padrona di casa della madre delle bambine, prendendo il suo cognome. Le sorelle erano unite lungo la sezione lombare. Condividevano la circolazione sanguigna e risultavano unite all'altezza del bacino, ma non condividevano organi. Le due sorelle recitarono anche nel film Freaks.
Malate da alcune settimane della cosiddetta influenza cinese, il 6 gennaio 1969 vennero ritrovate morte nel loro appartamento grazie alla segnalazione del loro datore di lavoro. Secondo il medico legale, Daisy sarebbe morta per prima e secondo alcune fonti Violet sarebbe vissuta da 2 a 4 giorni dopo la morte della sorella. Non avendo familiari superstiti, le gemelle furono sepolte presso il Forest Lawn West Cemetery di Charlotte, Carolina del Nord, accanto ad un soldato caduto in Vietnam, di nome Troy Thompson, figlio di un conoscente.